# جاك مسرين
جاك مسرين (بالفرنسية: Jacques Mesrine) (28 ديسمبر 1936 - 2 نوفمبر 1979) أشهر مجرم في تاريخ فرنسا الحديث، كان مسؤولاً عن العديد من جرائم القتل والسطو على البنوك والسطو والاختطاف في فرنسا وكيبيك وإسبانيا وسويسرا وإيطاليا وبلجيكا.
لُقّب بـ «الرجل ذو الألف وجه» لقدرته على التنكر وتمكنته من البقاء طليقًا أثناء تلقيه دعاية ضخمة كرجل مطلوب. كان يُنظر إلى ميسرين على نطاق واسع على أنها شخصية «روبن هود الفرنسي» المناهضة للأنظمة. هرب مسرين عدة مرات من السجن وتصدر عناوين الصحف الدولية خلال فترة أخيرة باعتباره هاربًا عندما تضمنت مآثره محاولة اختطاف القاضي الذي سبق أن حكم عليه.

## سيرة شخصية
ولد جاك رينيه ميسرين في كليشي، بالقرب من باريس في 28 ديسمبر / كانون الأول 1936 لزوجين من ذوي الياقات الزرقاء.(1) عندما كان طفلاً، شهد مذبحة للقرويين على يد الجنود الألمان. كان والديه يأملون كثيرًا في ابنهم وأرسلوه إلى مدرسة جويليه ‏ الكاثوليكية حيث كان من بين أصدقائه أمثال الموسيقي والملحن جان جاك ديبو ‏.
كان مسرين تلميذًا صعب المراس للغاية وطُرد من المدرسة لمهاجمته المدير. وطُرد أيضًا من مدارس أخرى وسقط في نمط حياة الأحداث الجانحين، وهو الأمر الذي أثار استياء عائلته. في عام 1955، عندما كان عمره 19 عامًا، تزوج من ليديا دي سوزا في كليشي ؛ انفصل الزوجان بعد عام. تم تجنيده في الجيش الفرنسي، وتطوع للقيام بمهمة خاصة في الحرب الجزائرية مظليًا. يقال إن واجبات مسرين تضمنت قتل سجناء أثناء مشاركته في عمليات مكافحة التمرد. كان مسرين نَشِطًا، على الرغم من أنه لم يعجبه الانضباط العسكري، وقد منحه الجنرال شارل ديغول وسام الصليب للبسالة العسكرية ‏ قبل مغادرته الجيش في عام 1959. وادعى والده لاحقًا أن الفترة التي أمضاها في الجزائر قد تسببت في تدهور ملحوظ في سلوك ميسرين.
في عام 1961، انضم إلى منظمة الجيش السري. وتزوج ماريا دي لا سوليداد. وأنجبا ثلاثة أطفال ولكنهما انفصلا فيما بعد في عام 1965. وفي عام 1962، حُكم عليه بالسجن 18 شهرًا بتهمة السرقة(2). بعد إطلاق سراحه عمل في شركة تصميم معماري حيث قام ببناء نماذج، مما أظهر قدرة كبيرة. ومع ذلك، أدى تخفيض عمالة الشركة في عام 1964 إلى تسريحه. اشترت له عائلته عقد إيجار مطعم ريفي، ونجح في هذا العمل نجاحًا تامًا، لكن هذا العقد انتهى بعد زيارة المالك لمطعمه ذات مساء ليجد مسرين يتسكع مع معارف من ماضيه. وقد ثبت أنه من المستحيل مقاومة إغراء المال السهل والنساء وعاد إلى الجريمة.
في ديسمبر / كانون الأول 1965، أُلقي القبض عليه في فيلا الحاكم العسكري في ميورقة الإسبانية. وحُكم عليه بالسجن ستة أشهر وادعى لاحقًا أن السلطات الإسبانية اشتبهت فيه بأنه عميل للمخابرات الفرنسية.

## روابط خارجية
- جاك مسرين على موقع IMDb (الإنجليزية)
- جاك مسرين على موقع روتن توميتوز (الإنجليزية)
- جاك مسرين على موقع ديسكوغز (الإنجليزية)
- جاك مسرين على موقع قاعدة بيانات الفيلم (الإنجليزية)

## الهامش
- 1: أشخاص من الطبقة العاملة يؤدون أعمالا يدوية
- 2: أول عقوبة سجن له، على الرغم من أنه كان مجرمًا محترفًا لعدة سنوات